# Робін Ґрей-Ґарднер
Робін Ґрей-Ґарднер (англ. Robyn Grey-Gardner, 6 вересня 1964) — австралійська академічна веслувальниця.
Бронзова призерка Олімпійських Ігор 1984 року в складі розпашної четвірки зі стерновою.
Переможниця Ігор Співдружності 1986 року в складі вісімки, срібна призерка 1986 року в складі розпашної четвірки зі стерновою.